# لا تشته بيت قريبك
«لَا تَشْتَهِ بَيْتَ قَرِيبِكَ» وفي الترجمة الإنجليزية الأكثر شيوعًا «لا تطمع»، هي الوصية الأخيرة من الوصايا العشر في الكتاب المقدس العبري، والتي كُتبت على ألواح موسى. تُعتبر هذه الوصايا ضروريات أخلاقية، ولا تزال تعتبر قانونًا قابلاً للإنفاذ من قبل البعض. ويصف سفر الخروج الوصايا العشر على أنها كلام الرب، نقشت على لوحين حجريين بإصبع الرب، كسرها موسى، وأعاد الرب كتابتها على أحجار بديلة.
الوصية حسب سفر الخروج وسفر التثنية: «لاَ تَشْتَهِ بَيْتَ قَرِيبِكَ. لاَ تَشْتَهِ امْرَأَةَ قَرِيبِكَ، وَلاَ عَبْدَهُ، وَلاَ أَمَتَهُ، وَلاَ ثَوْرَهُ، وَلاَ حِمَارَهُ، وَلاَ شَيْئًا مِمَّا لِقَرِيبِكَ.»
على عكس الوصايا الأخرى التي تركز على الأفعال المُحرمة، تركز هذه الوصية ضد مجرد رغبة المرء في فعل بعض الأفعال المُحرمة. يصف العهد الجديد يسوع بأنه يفسر الوصايا العشر على أنها مسائل تتعلق برغبات القلب بدلاً من مجرد حظر بعض الأفعال المُحرمة.
يربط التعليم المسيحي للكنيسة الكاثوليكية الوصية ضد الطمع بأمر «حب قريبك كنفسك». قال ابن عزرا عن سؤال «كيف لا يطمع الإنسان في شيء جميل في قلبه؟» أن الغرض الأساسي من جميع الوصايا هو تقويم القلب.